# Angela Kulikov
Angela Kulikov, née le 31 mars 1998 à Los Angeles, est une joueuse américaine de tennis.

## Carrière
Angela Kulikov a débuté sur le circuit professionnel en 2018.
En juillet 2022, elle gagne son premier titre WTA en double lors du tournoi WTA 250 de Hambourg avec sa compatriote Sophie Chang. 

## Palmarès

### Titre en double dames
| No | Date       | Nom et lieu du tournoi         | Catégorie | Dotation  | Surface      | Partenaire   | Finalistes                | Score            |          |
| -- | ---------- | ------------------------------ | --------- | --------- | ------------ | ------------ | ------------------------- | ---------------- | -------- |
| 1  | 17-07-2022 | Hamburg European Open Hambourg | WTA 250   | 251 750 $ | Terre (ext.) | Sophie Chang | Miyu Kato Aldila Sutjiadi | 6-3, 4-6, [10-6] | Parcours |

### Finales en double dames
| No | Date       | Nom et lieu du tournoi         | Catégorie | Dotation  | Surface      | Vainqueures                            | Partenaire          | Score    |          |
| -- | ---------- | ------------------------------ | --------- | --------- | ------------ | -------------------------------------- | ------------------- | -------- | -------- |
| 1  | 03-10-2022 | Jasmin Open Monastir           | WTA 250   | 251 750 $ | Dur (ext.)   | Kristina Mladenovic Kateřina Siniaková | Miyu Kato           | 6-2, 6-0 | Parcours |
| 2  | 23-07-2023 | Hamburg European Open Hambourg | WTA 250   | 259 303 $ | Terre (ext.) | Anna Danilina Alexandra Panova         | Miriam Kolodziejová | 6-4, 6-2 | Parcours |

### Finale en double en WTA 125
| No | Date       | Nom et lieu du tournoi        | Catégorie | Dotation  | Surface    | Vainqueures             | Partenaire  | Score    |          |
| -- | ---------- | ----------------------------- | --------- | --------- | ---------- | ----------------------- | ----------- | -------- | -------- |
| 1  | 14-08-2022 | Odlum Brown VanOpen Vancouver | WTA 125   | 115 000 $ | Dur (ext.) | Miyu Kato Asia Muhammad | Tímea Babos | 6-3, 7-5 | Parcours |

## Parcours en Grand Chelem

### En simple dames
N'a jamais participé à un tableau final.

### En double dames
| Année | Open d'Australie         | Open d'Australie      | Internationaux de France | Internationaux de France      | Wimbledon                | Wimbledon          | US Open                    | US Open                |
| ----- | ------------------------ | --------------------- | ------------------------ | ----------------------------- | ------------------------ | ------------------ | -------------------------- | ---------------------- |
| 2022  | —                        | —                     | —                        | —                             | —                        | —                  | 2e tour (1/16) S. Chang    | C. Dolehide S. Sanders |
| 2023  | 1er tour (1/32) S. Chang | M. Bouzková C. Osorio | 1er tour (1/32) S. Chang | M. Bouzková S. Sorribes Tormo | 1er tour (1/32) S. Chang | Chan H.-c. L. Chan | 1er tour (1/32) A. Krueger | T. Maria A. Rus        |

N.B. : le nom de la partenaire se trouve sous le résultat ; le nom des ultimes adversaires se trouve à droite.

## Classements WTA en fin de saison
| Année          | 2019 | 2020 | 2021 | 2022 | 2023 | 2024 |
| Rang en double | 443  | 414  | 308  | 57   | 113  | 472  |

Source : (en) Classements de Angela Kulikov sur le site officiel de la Fédération internationale de tennis